# Незрівнянний світ краси
Незрівнянний світ краси — пісня на слова Анатолія Фартушняка, музику Левка Дутківського. Перший виконавець Назарій Яремчук і гурт «Смерічка». Пісня була написана у 1969 році, набула популярності після показу телевізійного фільму «Червона рута», дала назву альбому Назарія Яремчука 1980 року і фільму 2024 року «Яремчук. Незрівнянний світ краси».

## Історія створення
Восени 1969 року до гурту «Смерічка» його керівник Левко Дутківський запросив нового соліста 18-річного юнака Назарія Яремчука. Спеціально для нього Левко Дутківський разом з поетом Анатолієм Фартушняком написав пісню «Незрівнянний світ краси». За спогадами А.Фартушняка після була доволі складною для соліста-початківця але наполегливі заняття вокалом з керівником ансамблю призвели Назарія Яремчука до успіху.
Перший раз Назарій Яремчук виконав пісню напередодні 1970 року у Вижниці. Через місяць її записав на Чернівецькій студії телебачення звукорежисер Василь Стріхович. «Незрівнянний світ краси» стала першим музичним записом Назарія Яремчука. Вона увійшла до першого мінідиску тоді ще аматорського вокально-інструментального ансамблю «Смерічка», випущеного 1970 року, «Пісня з України». Широкої популярності набула після виходу музичного фільму «Червона рута», в якому взяли участь Василь Зінкевич, Софія Ротару та Назарій Яремчук . У 1975 році пісня прозвучала у фільмі естонських кінематографістів «Виступає ансамбль «Смерічка» під керівництвом Левка Дутковського» у виконанні Назарія Яремчука.
За спогадами Анатолія Фартушняка після успіху «Червоної рути» на телефестивалі «Пісня-71» у Москві, ВІА «Смерічка» запросили на наступний телефестиваль «Пісня-72» з піснею «Незрівнянний світ краси». Однак Левко Дутковський наполіг, щоб прозвучала пісня Володимира Івасюка «Водограй». Після виступу «Смерічки» Івасюк підійшов до Левка Тарасовича отриманим призом і сказав: «Ця нагорода повинна належати тобі». 
Назарій Яремчук називав "Незрівнянний світ краси" разом з "Червоною рутою" і "Водограєм" найбільш значущими піснями у своїй творчості. Своєю найкращою піснею вважав її і автор слів Анатолій Фартушняк.

## Аудіозаписи
Пісня була знаковою для Назарія Яремчука і увійшла у три музичні альбоми: 
- «Пісня з України. Чернівецька область», гурт "Смерічка", соліст Назарій Яремчук, Vinyl, мініальбом (7"), 33 ⅓ RPM, Mono. Мелодія (1971), трек B1.[4]
- "Смерічка", гурт "Смерічка", соліст Назарій Яремчук, Vinyl, LP, Stereo (1976), трек А2[9].
- "Незрівнянний світ краси", Назарій Яремчук.  Вокально-інструментальний Ансамбль "Музики" Струнна Група Київського Камерного Оркестру, Vinyl, LP,  (1980)[10]

## Фільми
- Червона рута, Укртелефільм (1971)[5]
  - Сценарій: Мирослав Скочиляс, Роман Олексів
  - Режисер: Роман Олексів
  - Звукорежисер: Василь Стріхович
- Виступає ансамбль «Смерічка» під керівництвом Левка Дутковського, Естонський телефільм Таллінн (1975)[6]
  - Директор: Тійу Саарестік
  - Режисер:Вірве Коппель
  - Автори сценарію: Вірве Коппель, Енє Хіон
  - Звукорежисери: Василь Стріхович, Яак Еллінг
  - Оператор: Велло Аруоя